# Martin de Java
Acridotheres javanicus
Espèce
Le Martin de Java (Acridotheres javanicus), également appelé Martin à ventre blanc, est une espèce de passereau de la famille des Sturnidae.

## Répartition
Cet oiseau est originellement endémique des îles de Java et de Bali, en Indonésie mais des individus sauvages ont également été observés dans le reste du pays (Célèbes, Petites îles de la Sonde, Sumatra, Bornéo, ...). Elle est aussi considérée comme rare au Japon.
Cependant, les sources divergent, l'espèce étant aussi considérée comme introduite au Japon (probablement), à Sumatra et aux Petites îles de la Sonde.
Elle a également été introduite en Birmanie, au sud-est de la Thaïlande, en Malaisie, à Taiwan et au Koweït, ainsi qu'à Singapour et Porto Rico.

## Statut de Conservation

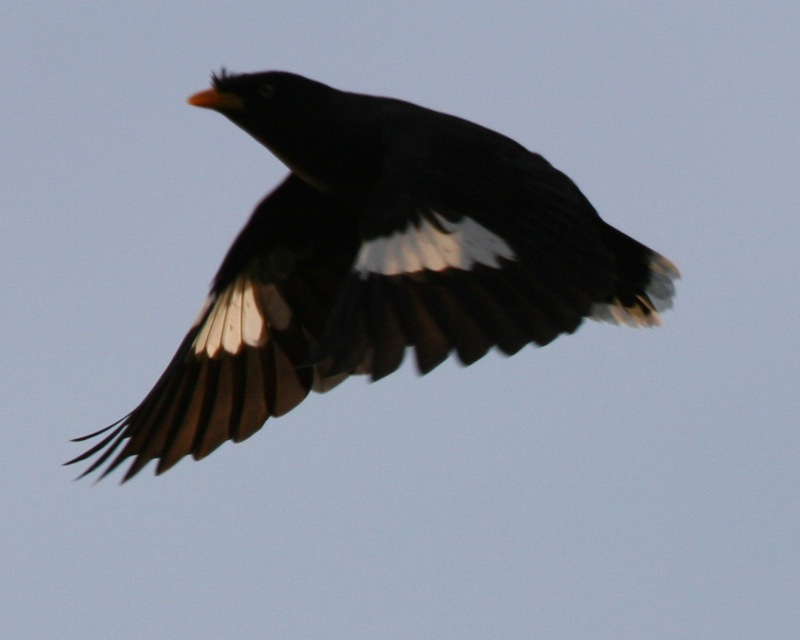

L'espèce est considérée comme vulnérable par l'uicn. La principale menace serait le braconnage en vue d'en faire un animal de compagnie, on retrouve l'espèce sur des marchés en asie. Pour la population resté en son territoire d'origine, la déforestation est la source première de son statut de vulnérable. Si on suit ce que nous dit Birdlife International.